# Кшиштоф Зволінський
Кшиштоф Зволінський  (пол. Krzysztof Zwoliński, 2 січня 1959) — польський легкоатлет, олімпійський медаліст.

## Виступи на Олімпіадах
| Олімпіада   | Дисципліна              | Місце     |
| ----------- | ----------------------- | --------- |
| Москва 1980 | біг на 100 метрів       | 7 h4 r2/4 |
| Москва 1980 | естафета 4 x 100 метрів | 2         |